# Wadi al-Uyun
Đừng nhầm lẫn với Uyun al-Wadi.
Wadi al-'Uyun (tiếng Ả Rập: وادي العيون, cũng đánh vần là Wadi al-Oyun, Wady Aloyon hoặc Wadi al-Ayun; phiên âm: "Thung lũng suối") là một thị trấn ở phía tây bắc Syria, một phần hành chính của Tỉnh Hama, nằm ở phía tây Hama.
Theo Cục Thống kê Trung ương Syria, Wadi al-'Uyun có dân số 3.371 trong cuộc điều tra dân số năm 2004. Đây là trung tâm hành chính của tiểu khu, bao gồm 21 địa phương với dân số kết hợp là 12.951 trong năm 2004. Ngôi làng có dân số khoảng 1.000 người vào đầu những năm 1960. Cư dân của thị trấn chủ yếu là Alawites.
Wadi al-'Uyun là một điểm thu hút khách du lịch cho người Syria. Du khách đến để ngắm cảnh trong khu vực, bao gồm nhiều suối, thác nước và tảo xanh, bao phủ rất nhiều đá và sàn của khu vực. Đặc điểm thứ hai cho khu vực này là tên thay thế của "Mũ xanh". Một đặc điểm nổi bật của thác nước Wadi al-'Uyun so với các địa điểm tương tự trên khắp Syria là khả năng của du khách chạm và chơi trong thác nước và trèo lên đá.

## Lịch sử
Ngôi làng và thung lũng nơi nó nằm được biết đến với rất nhiều suối nhỏ, từ đó Wadi al-Uyun nhận được tên của nó. Năm 1832 khi Ibrahim Pasha của Ai Cập chinh phục Levant từ Đế chế Ottoman, ông đã tuyển mộ một lực lượng Druze để khuất phục Alawites của Dãy núi ven biển. Tuy nhiên, dân quân Alawite đã bắt được lực lượng Druze và xử tử tất cả 500 người trong số họ tại một tảng đá ở Wadi al-Uyun. Cho đến ngày nay, nơi họ bị giết được gọi là "Blood Rock".
Vào cuối tháng 9 năm 2012, trong cuộc nội chiến ở Syria, phó tổng tham mưu của Quân đội Syria Tự do (FSA), Arif al-Hamud, đã tuyên bố rằng trong trận chiến giữa phiến quân và lực lượng thân chính phủ ở Darat Izza, gần Aleppo, Các chiến binh của FSA đã giết khoảng 40 thành viên của nhóm dân quân shabiha từ Wadi al-'Uyun. Đầu tháng 10 năm 2012, nhật báo Al-Sharq al-Awsat của Pan-Arab đã báo cáo rằng các cuộc đụng độ đã diễn ra ở Wadi al-'Uyun giữa cư dân Alawite và lực lượng chính phủ. Báo cáo trích dẫn các nhà hoạt động đối lập tuyên bố cư dân của thị trấn đã tức giận với chính phủ vì chôn cất một số người đàn ông đã chết "trong các sự kiện gần đây." Người dân cáo buộc chính phủ "giết chết con trai của họ và lôi kéo họ vào các cuộc đối đầu bạo lực với người dân Syria".

## Địa lý

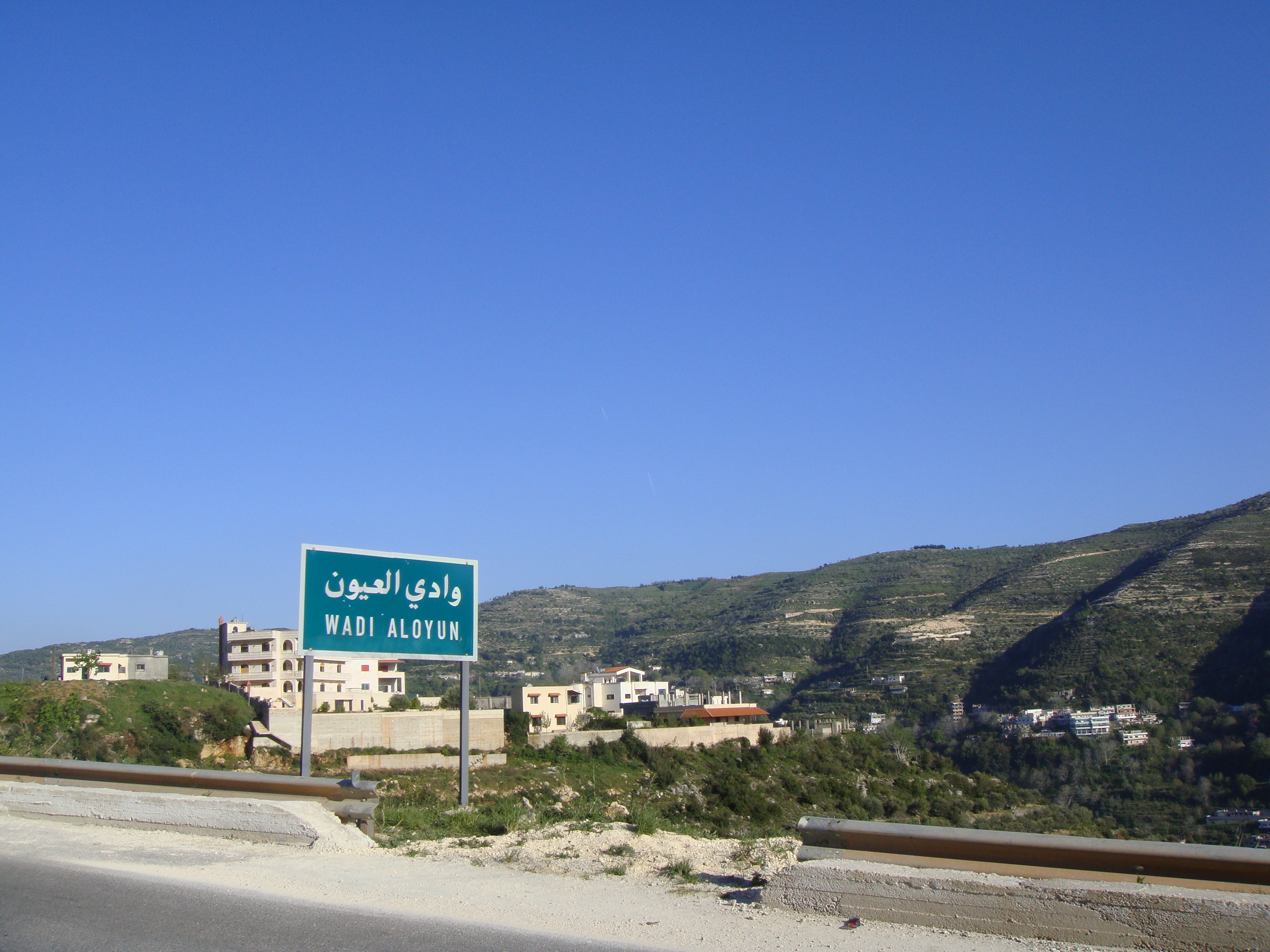
Quang cảnh bên đường của Wadi al-Oyun

Wadi al-'Uyun trải rộng trên một khu vực đông tây rộng lớn ở chân đồi của Dãy núi ven biển, với các khu vực xây dựng nằm rải rác ở hai bên của một thung lũng có cùng tên. Độ cao trong thị trấn dao động từ 450 đến 900 mét so với mực nước biển. Nhiều nhà nó đang nằm trên dốc đứng. Ngôi làng có nhiều trong vườn dâu.
Các địa phương lân cận bao gồm al-Shaykh Badr ở phía tây, Brummanet al-Mashayekh ở phía tây bắc, al-Raqmah và Qadmus ở phía bắc, Rusaha, Masyaf và al-Bayda ở phía đông bắc, Birat al-Jurd và Ayn Halaqim ở phía đông nam, Mashta al-Helu ở phía nam, Duraykish ở phía tây nam.